# 조 도닝

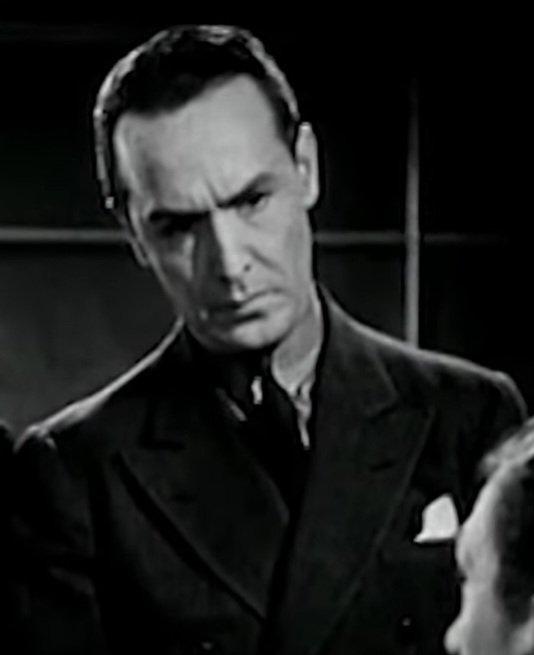

조 도닝(Joe Downing, 1903년 6월 26일 ~ 1975년 10월 16일)은 미국의 배우, 텔레비전 배우이다.

## 영화
- 럭키 조단 (1942년)
- 언홀리 파트너스 (1941년) - 제리 역
- 캐슬 온 더 허드슨 (1940년)
- 내가 법이다 (1938년)